# Ribeira Brava
Ribeira Brava (R’bera Brava lub Stanxa w języku krioulo z Wysp Zielonego Przylądka) – miasto w Republice Zielonego Przylądka, leżące na wyspie São Nicolau, które liczy niecałe 2 tysiące mieszkańców (2010).
Nazwa miasta pochodzi od szeregu niebezpiecznych strumieni znajdujących się w rejonach pokrytych dolinami w górach na zachód i w centrum wyspy São Nicolau. Miasto jest wciśnięte między górami Monte Fora, leżącymi na północ, a górami Caleijão leżącymi na południe. Ulice i budynki miasta rozciągają się na setki metrów wzdłuż doliny. Miasto stanowi centrum biznesu i handlu w rejonie. Jest jednym z najstarszych miast Republiki Zielonego Przylądka. Przez wiele lat było siedzibą kościoła rzymskokatolickiego na wyspach. Miasto ma kolonialny wygląd z budynkami w stylu portugalskim, parkami i ogrodami, wąskimi i krętymi uliczkami oraz stromymi wzgórzami z widokami. Ribeira Brava ma połączenia drogowe z Tarrafal de São Nicolau w południowo-zachodniej części wyspy, najbliższym portem Campo na południu, jak też z wschodnią stroną wyspy. Miasto założono w XVI wieku po tym jak osiedlili się tu mieszkańcy, którzy uciekali przed ciągłymi atakami piratów. Ribeira Brava jest znana z seminarium, które w XIX wieku przez lata było centrum szkolnictwa wyższego na wyspach.
W Ribeira Brava są szkoły, college'e (colegio), licea, gimnazja, kościoły, poczta i kilka placów (praças). Pobliskie lotnisko znajduje się na południe między Ribeira Brava a Campo.